# Albert von Waldthausen
Friedrich Albert von Waldthausen (* 24. Mai 1834 in Essen; † 12. Januar 1924 ebenda) war ein deutscher Privatbankier, Stadthistoriker und Mitglied der Industriellenfamilie Waldthausen.

## Leben und Wirken
Nach einer kaufmännischen Ausbildung gründete er 1859 in Essen ein Bankgeschäft. Er beteiligte sich an zahlreichen Bergwerksunternehmen.
Am 18. November 1874 heiratete er in Sankt Goarshausen Maria (Luise Julie Henriette) Bährens (1835–1918), mit der er einen Sohn hatte: Martin Wilhelm von Waldthausen (1875–1928), preußischer Offizier und Erbauer von Schloss Waldthausen bei Mainz. Dieser wiederum war der Vater des Rennfahrers Horst von Waldthausen (1907–1933).
Im Jahr 1890 wurde der Historische Verein für Stadt und Stift Essen e.V. gegründet. Einer der Mitbegründer war Albert von Waldthausen. Lange Jahre war er für das Amt des Schatzmeisters verantwortlich. 1906 stiftete er einen Betrag von 30.000 Mark, um den nebenamtlich tätigen Stadtarchivar, Konrad Ribbeck, für drei Jahre vom Schuldienst freistellen zu lassen. Auf einer wissenschaftlichen Grundlage sollte er die Geschichte der Stadt Essen aufarbeiten. Der Teil I erschien 1915 im G. D. Baedeker Verlag. 1909 wurde Albert von Waldthausen zum Ehrenmitglied des Vereins ernannt. Zur Aufarbeitung der Stadt- und Familiengeschichte trug er mit zahlreichen Veröffentlichungen bei, beispielsweise:
- Beiträge zur Geschichte der Familie Waldthausen. 1884. (Digitalisat)
- Beiträge zur Geschichte der Familie Sölling. G. D. Baedeker, Essen 1896. (Digitalisat bei der Universitäts- und Landesbibliothek Düsseldorf)
- Zur Geschichte der Verkehrsverhältnisse in Stadt und Stift Essen. 1903.
- Zur Geschichte des Postwesens in Stadt und Stift Essen. 1903.
- Beiträge zur Geschichte der Familie Huyssen. 1906.

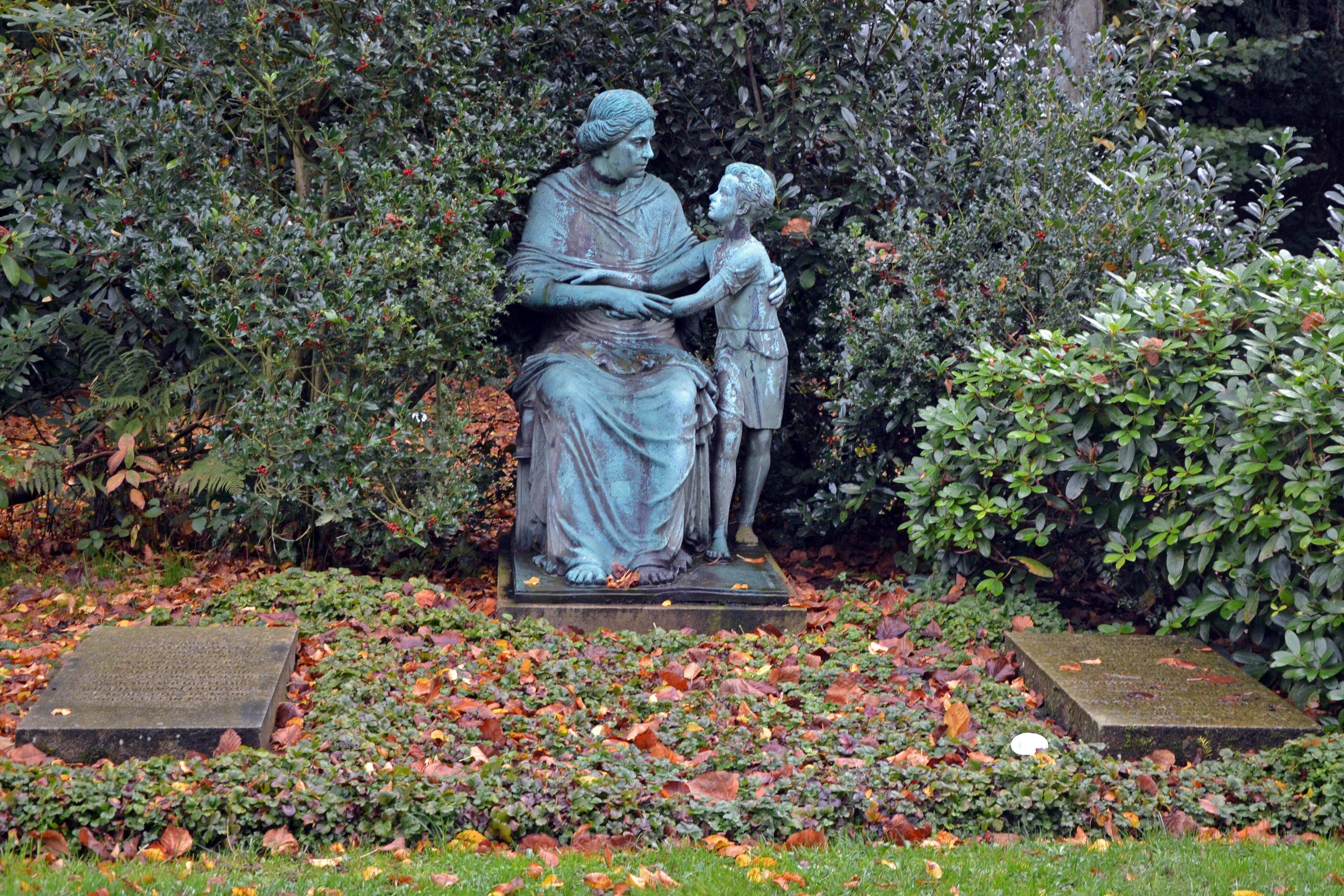
Grabmal auf dem Friedhof Bredeney in Essen

Seine letzte Ruhestätte fand er auf dem Friedhof am Kettwiger Tor in Essen, das 1926 aufgestellte Grabdenkmal stammt von dem Dortmunder Bildhauer Fritz Bagdons. Bei der Auflösung dieses Friedhofs wurde das Familiengrab um 1955 auf den Friedhof Bredeney überführt und 1994 unter Denkmalschutz gestellt.